# Braungrüner Zärtling
Der Braungrüne Zärtling (Entoloma incanum, Syn.: Leptonia euchlora und L. incana, Rhodophyllus euchlorus und R. incanus) ist eine Pilzart aus der Familie der Rötlingsverwandten. Die Spezies gehört zur vielgestaltigen, artenreichen Gattung der Rötlinge und darin zur Untergattung Leptonia, deren Arten aufgrund der oft kleinen und fragilen Fruchtkörper auch als „Zärtlinge“ bezeichnet werden.
Die zierlichen Fruchtkörper haben einen mittig abgeflachten, gelben, grünen oder braunen Hut sowie einen hell- bis gelbgrünen, bei Verletzung blaugrün verfärbenden Stiel. Sie verströmen meist einen unangenehmen Geruch nach verbranntem Horn oder dem Urin von Mäusen – daher rührt auch der Trivialname „Mousepee Pinkgill“ aus dem englischen Sprachraum, auf Deutsch „Mäusepisse-Rötling“. Der Blätterpilz gilt nicht als essbar, sondern steht im Verdacht, giftig zu sein. Doch die Angaben in der Literatur variieren oder sind nicht belastbar belegt.
Der Rötling benötigt Kalkböden und wächst überwiegend auf Magerrasen sowie extensiv bewirtschafteten Grünflächen, kommt aber auch in lichten Wäldern vor. Die Fruchtkörper erscheinen in Mitteleuropa hauptsächlich von Juni bis September.
Der Braungrüne Zärtling ist der Pilz des Jahres 2013.

## Merkmale

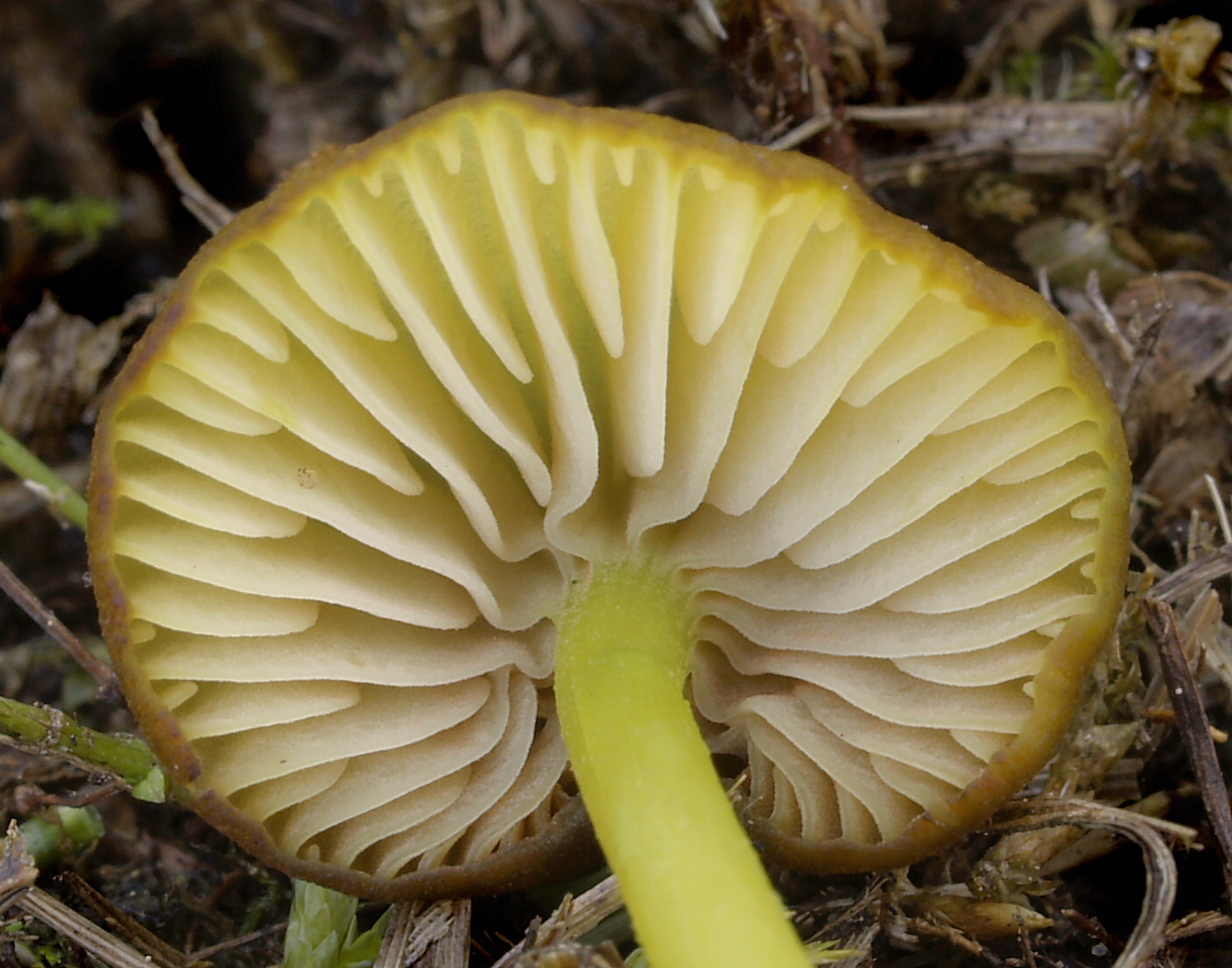
Die gelb-weißlichen Lamellen junger Fruchtkörper des Braungrünen Zärtlings zeigen manchmal einen grünen Beiton.

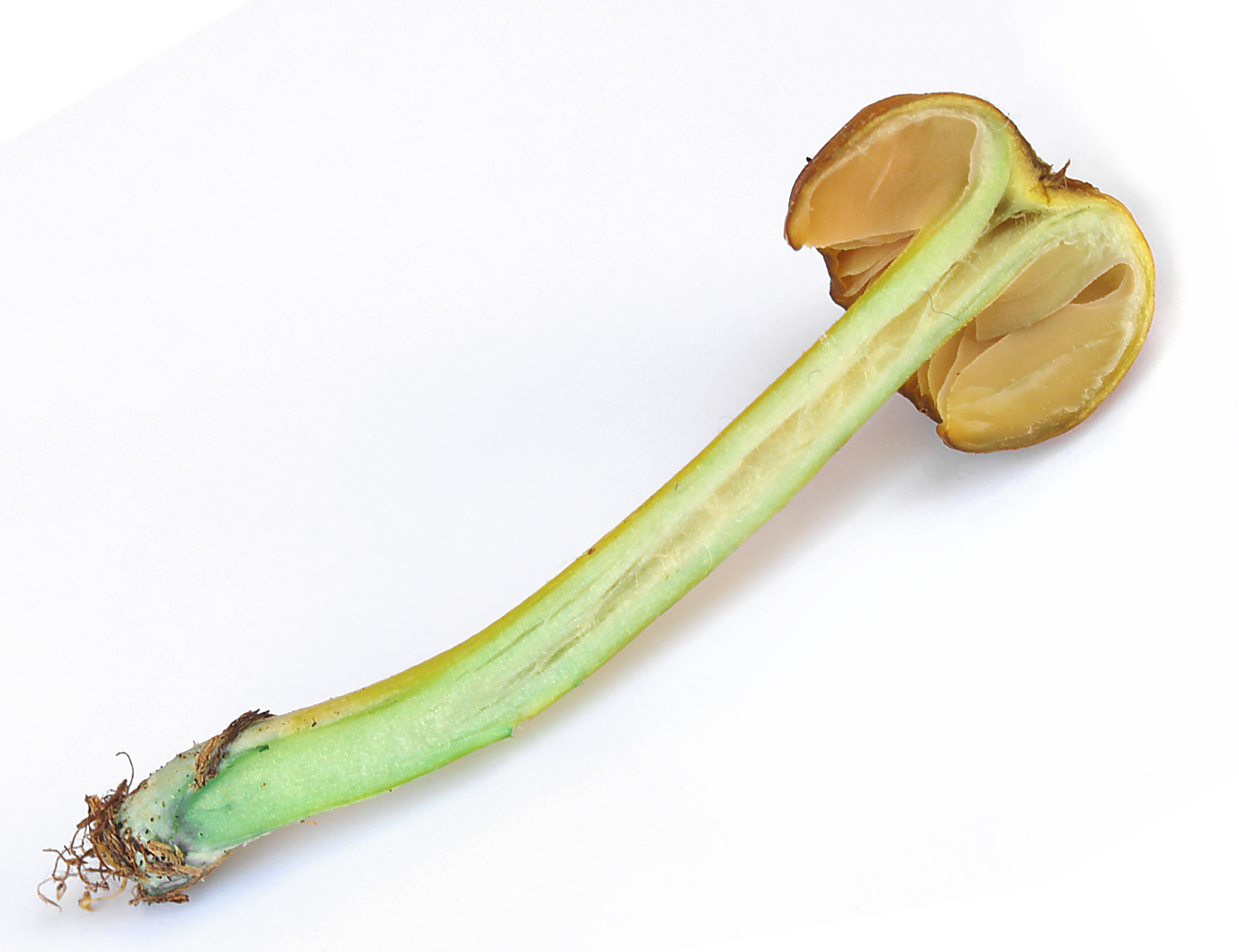
Längsschnitt durch einen Fruchtkörper des Braungrünen Zärtlings

### Makroskopische Merkmale
Der Braungrüne Zärtling trägt einen 0,5–3 cm breiten, gewölbten Hut, der später abflacht und in der Mitte eine nabelingsartige Vertiefung entwickelt. Das Farbspektrum reicht von braungrün über grünblau und gelbgrün bis hin zu olivbraun. Das Hutfleisch ist derart dünn bis kaum vorhanden, dass bei durchfeuchteten Exemplaren die Lamellen auf der Hutunterseite als radiale Riefen durchscheinen. Bei Trockenheit blassen die Farben aus und die Riefung verschwindet. In der Hutmitte ist die seidige Oberfläche oft feinflockig strukturiert. Die anfangs gelb-weißlichen Lamellen sind bisweilen grün getönt und bekommen bei Reife durch das ausfallende Sporenpulver eine schmutzig rosa Färbung. Sie sind am Stiel ausgebuchtet angewachsen oder laufen daran mit einem Zahn herab. Auffallend ist der leuchtend hellgrüne und am Stielansatz mehr gelb gefärbte Stiel, der an Druckstellen oder bei Verletzung innerhalb kurzer Zeit dunkel- bis blaugrün anläuft. Er ist 2–6 cm lang und 1–3 mm dick. Die Oberfläche ist glatt und glänzend, am unteren Stielende hingegen weißfilzig bekleidet. Der Stiel ist hohl, teils wattig ausgefüllt und besitzt eine längsfaserige Wandung. Das hellgrüne Fleisch ist in der Stielbasis blaugrün bis blau gefärbt.
Markant ist der unangenehm stechende Geruch nach verbranntem Horn oder Mäuse-Urin, vor allem bei alten und angetrockneten Fruchtkörpern. Erhard Ludwig vergleicht ihn in der englischen Kurzdiagnose seines „Pilzkompendiums“ zusätzlich mit Käse und Schweiß und beschreibt ihn im deutschsprachigen Artporträt als „Mischung aus Zelluloid und Schweißsocken“. Außerdem erwähnt der deutsche Mykologe, dass selten auch geruchlose Exemplare vorkommen. Michael, Hennig und Kreisel vermerken in ihrem „Handbuch für Pilzfreunde“, dass der Geruch auch mit dem der Gewöhnlichen Hundszunge (Cynoglossum officinale) vergleichbar ist.

### Mikroskopische Merkmale
An den Ständern (Basidien) reifen jeweils 2 oder 4 ungleichmäßig symmetrische (heterodiametrische) und unregelmäßig 6–9-eckige Sporen heran. Sie messen (9,5–)10,5–13,0(–14,0) × 7,5–9,5(–10,0) Mikrometer, das Verhältnis aus Länge und Breite liegt zwischen 1,2 und 1,7. Die Lamellenschneiden sind fertil und weisen keine sterilen Elemente (Cheilozystiden) auf. Die Huthaut (Pleipellis) ist am Rand eine Cutis aus liegenden Pilzfäden (Hyphen) und in der Mitte ein Übergang von einer Cutis zu einem Trichoderm mit aufgeblasenen und 20–115 × 7–30 µm großen Endzellen. Die Hyphen haben schnallenlose Querwände (Septen) und ein im Zellsaft gelöstes (intrazelluläres) Pigment.

## Artabgrenzung
Aufgrund der prägnanten Merkmale (siehe Einleitung) kann der Pilz leicht mit bloßem Auge identifiziert werden, ohne die mikroskopischen Strukturen untersuchen und bewerten zu müssen.
Der Zitronengelbe Glöckling (Entoloma pleopodium) hat einen vergleichbaren Habitus wie der Braungrüne Zärtling. Auch der bisweilen nicht zitronengelbe, sondern grüngelbe und zentral eingedellte Hut hat eine gewisse Ähnlichkeit. Doch der Stiel ist dunkler und mehr braun als der Hut gefärbt. Weiter zeigt das Fleisch bei Druck oder Verletzung keinen Farbumschlag. Auffallend ist zudem der süßliche Geruch nach Früchtebonbons bzw. Amylacetat.
Dagegen ist der Doppelgänger des Zitronengelben Glöcklings, der Gelbgrüne oder Grünstielige Rötling (E. chlorophyllum), geruchlos. Der bis zu 2 cm große Hut ist gelb bis olivgrün gefärbt. Der bis 7 cm lange, brüchige Stiel hat eine schwach knollige, weißfilzige Stielbasis.
In den tasmanischen Eukalyptus- und Regenwäldern kommt mit Entoloma rodwayi eine weitere sehr ähnlich aussehende Art vor. Die Fruchtkörper haben vorwiegend grün-gelbe Farben und verfärben sich wie bei E. incanum an den verletzten Stellen blau-grün, wenngleich weniger intensiv. Sie haben jedoch keinen spezifischen Geruch.
Die ähnlich gefärbten Fruchtkörper des Papageigrünen Saftlings (Hygrocybe psittacina) haben im Gegensatz zum Braungrünen Zärtling eine schleimige oder bei Trockenheit zumindest klebrige Hut- und Stieloberfläche. Der Hut ist gewölbt bis stumpfkegelig, aber nie genabelt. Darüber hinaus ist das Sporenpulver im Gegensatz zum rosabraunen Abdruck der Rötlinge weiß gefärbt.

## Ökologie und Phänologie

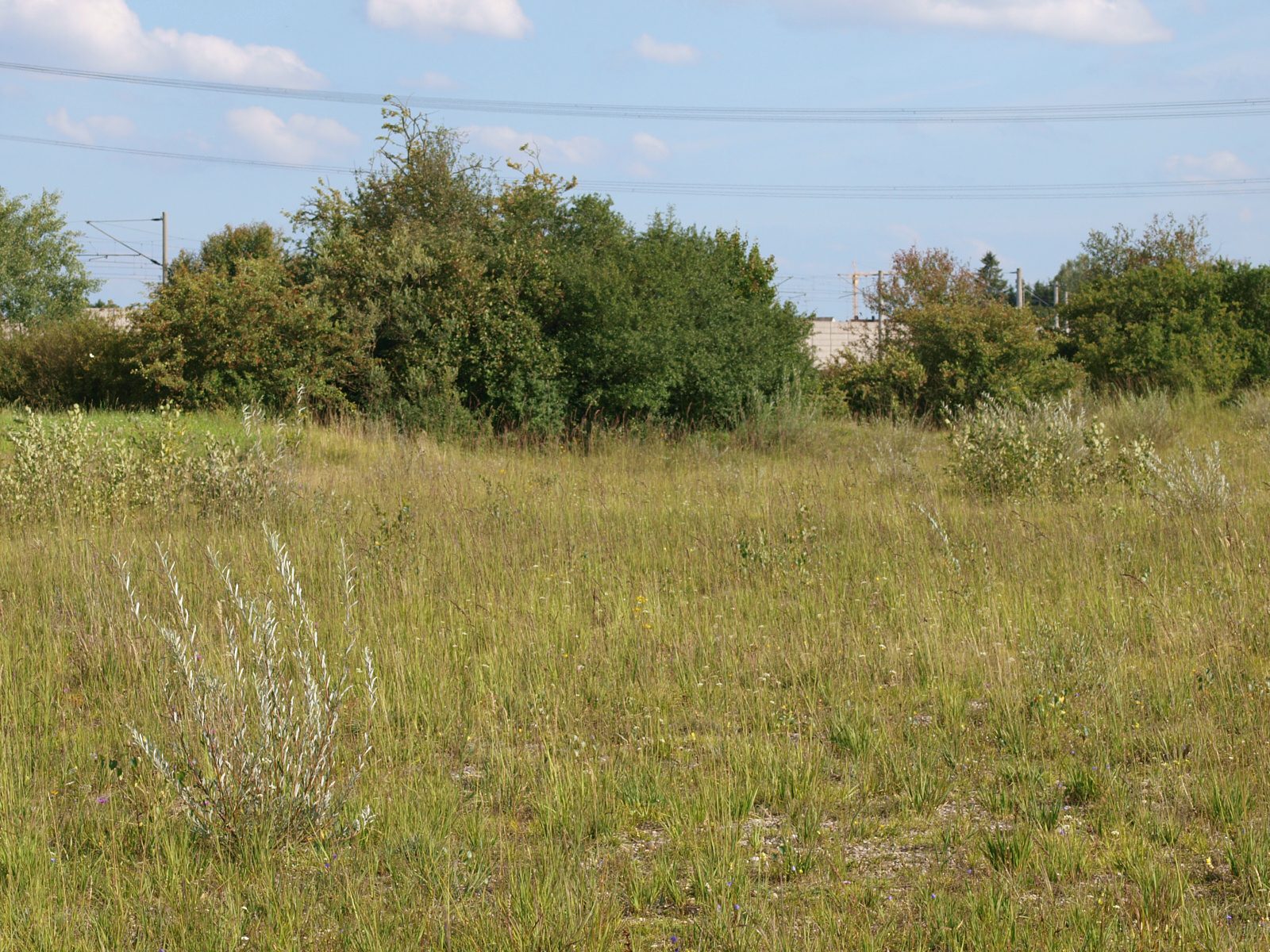
Magerrasen auf Kalkschotterflächen, wie hier im Schutzgebiet „Kissinger Bahngruben“ bei Augsburg, sind typische Habitate des Braungrünen Zärtlings.

Wie der Papageigrüne Saftling besiedelt der Braungrüne Zärtling vorwiegend ungedüngte und extensiv bewirtschaftete Magerwiesen, selten kann er auch in lichten Wäldern angetroffen werden, in denen er insbesondere an den Wegrändern vorkommt. In den Alpen steigt er bis in die subalpine Höhenlage auf. Der Pilz ist eine Zeigerart für kalkhaltige, nährstoff- und stickstoffarme Böden. Ob sich der Rötling ausschließlich von Pflanzenresten ernährt oder er eine Lebensgemeinschaft mit Höheren Pflanzen bildet, ist unbekannt. Interessant ist beispielsweise ein Vorkommen in einem Offenlandhabitat auf der Isle of Wight, eine kleine Insel an der Südküste Englands. Jackie Hart berichtet, dass der Pilz dort mit dem Gelben Sonnenröschen vergesellschaftet ist. Der Halbstrauch ist als Symbiosepartner diverser Mykorrhizapilze bekannt, darunter einige unterirdisch fruktifizierende Arten aus den Gattungen Wüstentrüffeln (Terfezia) und Amyloidtrüffeln (Tirmania).
Die Art fruktifiziert in Mitteleuropa von Juli bis September, vereinzelt tauchen die Fruchtkörper auch schon im Juni auf, Nachzügler können noch im November gefunden werden.

## Verbreitung

Nachweise des Braungrünen Zärtlings (Entoloma incanum) in Europa
Länder mit Fundmeldungen
Länder ohne Nachweise
keine Daten

Der Braungrüne Zärtling ist in Australien, Neuseeland, Südost- (z. B. Japan:S. 91) und Nordasien, Süd- (z. B. Argentinien:S. 91) und Nordamerika, Kanada, den boreosubtropischen bis temperaten Regionen der Holarktis und Europa verbreitet. Er zählt zu den wenigen Rötlingsarten, die sich von Nordamerika oder der nördlich-gemäßigten Zone zu den Großen Antillen – eine karibische Inselgruppe aus Kuba, Jamaika, Hispaniola und Puerto Rico – ausgebreitet haben.
Auf dem europäischen Kontinent ist die Art weit verbreitet. In Südeuropa existieren Nachweise aus den Balearen, Italien, Korsika, Rumänien und Spanien. In Westeuropa kommt der Rötling in Belgien, Frankreich, Großbritannien nordwärts bis zu den Färöer-Inseln, Irland, Luxemburg und in den Niederlanden vor. In Mitteleuropa kann der Pilz in Deutschland, Liechtenstein, Österreich, Polen, der Schweiz, der Slowakei, Slowenien, Tschechien und Ungarn gefunden werden. Fundmeldungen liegen auch aus Nordosteuropa (Estland) und Nordeuropa (Skandinavien) vor.

## Bedeutung

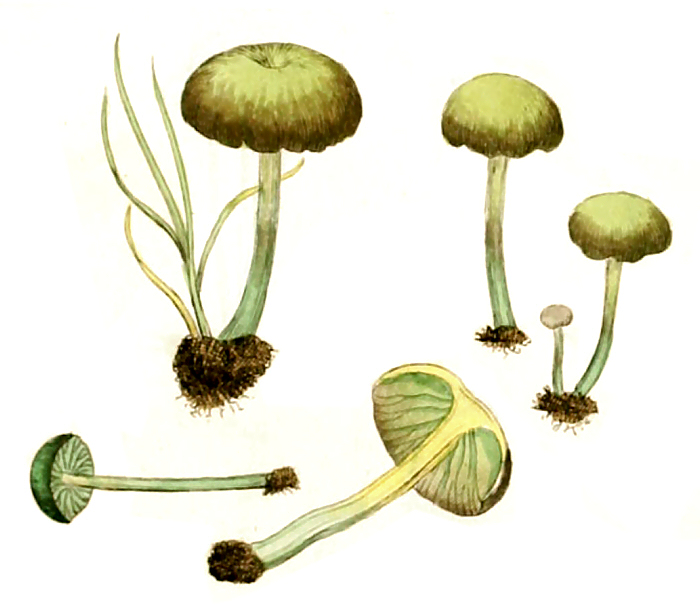
Illustration aus James Sowerbys „Coloured Figures of English Fungi or Mushrooms“ (1797)

### Speisewert
In der einschlägigen deutschsprachigen Fachliteratur wird der Braungrüne Zärtling weder als Speisepilz noch als Giftpilz klassifiziert. Michael, Hennig und Kreisel halten die Art hinsichtlich des Speisewerts für „bedeutungslos“, Laux gibt unter „Verwendung“ lediglich „kein Speisepilz“ an. Gerhardt kennzeichnet den Pilz als „ungenießbar oder Speisewert unbekannt“ und beschreibt den Geschmack als „unbedeutend, nicht mehlartig“. Gminder weist die Art als „ungenießbar (zu hart, zu bitter, zu klein)“ aus, lässt aber offen, welches Kriterium oder welche Kriterien letztlich zu der Einstufung führten.
Dagegen stuft Roody den Speisewert des Braungrünen Zärtlings als „unknown, possible poisonous“ (= unbekannt, möglicherweise giftig) ein. Einer wissenschaftlichen Arbeit von Fiedziukiewicz zufolge sollen die Fruchtkörper Viroidin, Viroisin, Deoxoviroisin, Ala-viroidin, Ala-deoxoviroidin und Deoxoviroidin enthalten – allerdings hat der Autor die Angaben nicht referenziert.:S. 93 Diese Virotoxine, von denen einzig das Viroisin giftig ist, wurden im Kegelhütigen Knollenblätterpilz (Amanita virosa) nachgewiesen.

### Etymologie
Der erste Teil des wissenschaftlichen Artnamens, die Gattungsbezeichnung „Entoloma“, setzt sich aus den griechischen Wortelementen „entós“ (= innen) und „lôma“ (= Rand) zusammen. Er bezieht sich auf die am Innenrand nahe dem Stielansatz deutlich ausgeschnittenen Lamellen.:S. 229 Der zweite Namensteil „incanum“ besteht aus den lateinischen Wortelementen „in“ (= in, hinein) sowie „canus“ (= weißgrau) und bedeutet „ins Graue übergehend, fast grau“.:S. 305 Ludwig nennt noch die Bedeutungen „ganzgrau, altersgrau“ und vermutet, dass sich der Name auf die im Alter vergrauende Hutmitte bezieht.

### Pilz des Jahres 2013
Die Deutsche Gesellschaft für Mykologie hat den Braungrünen Zärtling zum „Pilz des Jahres 2013“ gewählt, weil viele Rötlinge Offenlandhabitate wie z. B. Halbtrockenrasen und Moore besiedeln, die in Deutschland durch die fortschreitende Versiegelung sowie Überdüngung stark beeinträchtigt und dadurch gefährdet sind.